# ソルジャーズ・オブ・サンライズ
『ソルジャーズ・オブ・サンライズ』（Soldiers of Sunrise）は、ブラジルのヘヴィメタル・バンド、ヴァイパーが1987年に発表した初のスタジオ・アルバム。

## 解説
ボーカリストのアンドレ・マトスは、2013年のインタビューで「当時は伝統的なブラジル音楽を作れるプロデューサーしかいなかった」「だから俺達は、別のバンドのベーシストだった友人（アンドレ・カグニ）にプロデュースを依頼したんだ」と語っている。収録曲「H.R.」のタイトルは「Heavy Rock」の略で、この曲の録音当時マトスは喉を潰しており、他のシンガーを起用するよう提案したが、バンドは「ちょっとパンク・ロック的な感じでいいんじゃないか」と主張し、マトス自身が歌うことになった。
デヴィッド・ホワイトはオールミュージックにおいて5点満点中4点を付け「幾分アイアン・メイデンを思わせる生々しい音像」「ファースト・アルバムとしては優れているが、音作りは切れ味が悪く、曲作りに関しても独創性に欠けている」と評している。

## 収録曲
1. ナイツ・オブ・ディストラクション - "Knights of Destruction" (Pit Passarell) - 3:12
2. 悪夢 - "Nightmares" (P. Passarell, Andre Matos, Yves Passarell, Felipe Machado, Cássio Audi) - 3:36
3. ザ・ウィッパー - "The Whipper" (P. Passarell, A. Matos, Y. Passarell, F. Machado, C. Audi) - 3:09
4. ウィングス・オブ・ジ・イーヴィル - "Wings of the Evil" (P. Passarell) - 3:54
5. H.R. - "H.R." (P. Passarell, F. Machado) - 3:15
6. ソルジャーズ・オブ・サンライズ - "Soldiers of Sunrise" (P. Passarell, Y. Passarell, F. Machado, C. Audi) - 6:52
7. サインズ・オブ・ザ・ナイト - "Signs of the Night" ((P. Passarell, Y. Passarell) - 3:30
8. キレラ - "Killera (Princess of Hell)" - 2:37
9. ロウ・オブ・ザ・スォード - "Law of The Sword" (P. Passarell, F. Machado) - 4:30

## 参加ミュージシャン
- アンドレ・マトス - ボーカル
- イヴ・パシャレル - リードギター
- フェリペ・マチャド - リードギター
- ピット・パシャレル - ベース、バッキング・ボーカル
- カシオ・アウディ - ドラムス、パーカッション、バッキング・ボーカル